# Wilhelm von Werder
Friedrich Wilhelm Ferdinand von Werder (* 29. Dezember 1786 in Magdeburg; † 4. November 1854 in Brandenburg an der Havel) war ein preußischer Generalleutnant sowie Erbherr auf Parchau und Ziegelsdorf (Kreis Jerichow I).

## Leben

### Herkunft
Seine Eltern waren der preußische Generalmajor Friedrich Wilhelm von Werder (1747–1820) und dessen erste Ehefrau Auguste, geborene von Wulffen (1759–1800) aus dem Hause Pietzpuhl. Der preußische Generalleutnant Ferdinand war sein Bruder.

### Werdegang
Werder trat im Jahr 1799 als Gefreitenkorporal in das Infanterieregiment „Louis Ferdinand“ der Preußischen Armee ein und avancierte bis Ende November 1803 zum Fähnrich. Im Vierten Koalitionskrieg kämpfte er in der Schlacht bei Auerstedt und wurde nach der Kapitulation von Magdeburg inaktiv gestellt.
Nach dem Frieden von Tilsit wurde er am 4. November 1809 als Sekondeleutnant dem 4. Ostpreußischen Infanterie-Regiment aggregiert, am 10. Januar 1811 einrangiert und sein Patent auf den 22. Januar 1807 rückdatiert. Am 4. Februar 1813 kam er als Adjutant zu General von Thümen. Dort wurde er am 30. Juni 1813 Premierleutnant, am 1. Dezember 1813 Stabskapitän und machte so die Befreiungskriege mit. Er kämpfte bei den Belagerungen von Spandau, Wittenberg und Soissons, sowie der Schlacht bei Laon – wo er das Eiserne Kreuz II. Klasse erhielt – sowie dem Sturm auf Arnheim. Ferner befand er sich bei der Einnahme von La Fere, den Gefechten bei Luckau, Trebbin Wittenberg, Coswig und Wesel. Im Gefecht bei Düren erwarb er sich den Orden des Heiligen Wladimir II. Klasse. Am 31. März 1815 wurde er Kapitän und Adjutant der Brigade Thümen, aber schon am 28. Mai 1815 wurde er als Adjutant zum Generalkommando nach Posen versetzt.
In Posen wurde er am 30. März 1817 mit Patent vom 3. April 1817 Major. Am 18. Januar 1824 erhielt er den Johanniter-Orden und am 30. März 1827 kam er als Kommandeur in das I. Bataillon des 18. Landwehr-Regiments. Am 14. Dezember 1828 kam er als Bataillonskommandeur in das 24. Infanterie-Regiment. Werder stieg Ende März 1834 zum Oberstleutnant auf, wurde am 30. März 1836 mit der Führung des 20. Infanterie-Regiments beauftragt und zeitgleich zum Oberst befördert. Am 14. Januar 1837 folgte seine Ernennung zum Regimentskommandeur bestätigt und ab Mitte August 1837 war er zugleich auch als Präses der Examinationskommission für Portepeefähnriche sowie Direktor der Divisionsschule der 6. Division tätig. Daran schloss sich am 25. März 1841 seine Ernennung zum Kommandeur der 13. Infanterie-Brigade an. In dieser Stellung wurde Werder am 7. April 1842 zum Generalmajor befördert und im September anlässlich des Ordensfestes mit dem Roten Adlerorden II. Klasse mit Eichenlaub ausgezeichnet. Am 27. März 1847 folgte seine Versetzung als Kommandant nach Stralsund, bis er am 10. April 1849 unter Verleihung des Charakters als Generalleutnant seinen Abschied mit der gesetzlichen Pension erhielt. Er starb am 4. November 1854 in Brandenburg an der Havel.

### Familie
Er heiratete am 16. Januar 1815 in Potsdam Friederike Luise Moers (1786–1854). Das Paar hatte mehrere Kinder:
- Ludwig (1816–1879), preußischer Hauptmann a. D. und Oberförster ⚭ 1849 Emma von Doering (1826–1904)[1], Tochter des Generalleutnants Wilhelm von Doering
- Theodor (1818–1879), preußischer Oberst ⚭ Emilie Nagel (1826–1918)
- Wanda (1819–1879) ⚭ Wilhelm von Tietzen und Hennig (1787–1869), preußischer General der Kavallerie
- Klara (1822–1874) ⚭  N.N. von Leithold, preußischer Major a. D., Postdirektor in Stendal[2]